# Hoa hậu Quốc tế 1962
Hoa hậu Quốc tế 1962 là cuộc thi Hoa hậu Quốc tế lần thứ 3, được tổ chức vào ngày 18 tháng 8 năm 1962 tại Nhà hát Thính phòng Long Beach, Long Beach, California, Hoa Kỳ. 50 thí sinh hội tụ về đây để tham gia cuộc thi. Trong đêm chung kết, Hoa hậu Quốc tế 1961 Stam Van Baer đến từ Hà Lan đã trao lại vương miện cho người kế nhiệm, cô Tania Verstak đến từ Úc.

## Kết quả

### Thứ hạng
| Kết quả              | Thí sinh |
| -------------------- | --- |
| Hoa hậu Quốc tế 1962 | - Úc – Tania Verstak |
| Á hậu 1              | - Argentina – Maria Bueno |
| Á hậu 2              | - Panama – Ana Maruri |
| Á hậu 3              | - Hà Lan – Catharina Lodders |
| Á hậu 4              | - Hoa Kỳ – Carolyn Joyner |
| Top 15               | - Ecuador – Margarita Arosemena Gómez - Anh – Sue Burgess - Phần Lan – Eeva Malinen - Iceland – Maria Gudmundsdóttir - Ireland – Mona Burrows - Israel – Nurit Newman - Nhật Bản – Kaoru Maki - Đài Loan – Anne Yui Fang - Venezuela – Olga Antonetti - Đức – Erni Jung |

### Các giải thưởng đặc biệt
| Giải thưởng        | Thí sinh             |
| ------------------ | -------------------- |
| Hoa hậu Thân thiện | - Anh – Sue Burgess  |
| Hoa hậu Ảnh        | - Úc – Tania Verstak |

## Các thí sinh
50 thí sinh tham gia cuộc thi:
- Argentina - Maria Bueno
- Úc - Tania Verstak
- Áo - Inge Jaklin
- Bỉ - Danièle Defrère
- Bolivia - Olga Pantoja Antelo
- Brazil - Julieta Strauss
- Guiana (Anh) - Ave Henriques
- Canada - Susan Peters
- Ceylon - Jennifer Labrooy
- Colombia - Sonia Heidman Gómez
- Cộng hòa Dominica - Milagros García Duval
- Ecuador - Margarita Arosemena Gómez
- Anh - Sue Burgess
- Phần Lan - Eeva Malinen
- Hy Lạp - Ioanna Delakou
- Hà Lan - Catharina Johanna Lodders
- Iceland - Maria Gudmundsdóttir
- Ấn Độ - Sheila Chonkar
- Ireland - Mona Burrows
- Israel - Nurit Newman
- Ý - Maria Vianello
- Nhật Bản - Kaoru Maki
- Jordan - Vivian Nazzal
- Hàn Quốc - Sohn Yang-ja
- Liban - Mona Slim
- Liberia - Agnes Anderson
- Luxembourg - Brita Gerson
- Mã Lai - Brenda Nichole Alvisse
- Maroc - Therese Gonzalez
- New Zealand - Maureen Waaka
- Nicaragua - María Hasbani
- Na Uy - Beate Brevik Johansen
- Panama - Ana Cecilia Maruri
- Paraguay - Gloria Alderete Irala
- Philippines - Cynthia Lucero Ugalde
- Puerto Rico - Agnes Toro
- Scotland - Elizabeth Burns
- Singapore - Nancy Liew
- Nam Phi - Aletta Strydom
- Thụy Điển - Karin Hyldgaard Jensen
- Thụy Sĩ - Rosemarie Loeliger
- Tahiti - Tatiana Flohr
- Đài Loan - Anne Yui Fang
- Thổ Nhĩ Kỳ - Güler Samuray
- Uruguay - Silvia Romero
- Hoa Kỳ - Carolyn Joyner
- Venezuela - Olga Antonetti
- Wales - Diane Thomas
- Tây Ấn - Anne Marie Sutherland
- Đức - Erni Jung

## Chú ý

### Tham gia lần đầu
- Cộng hòa Dominica
- Liberia
- Nicaragua
- Tây Ấn

### Trở lại
- Tham gia lần cuối vào năm 1960:
  -  Jordan
  -  Singapore

### Bỏ cuộc
- Miến Điện
- Đan Mạch
- Pháp
- Guatemala
- Hồng Kông
- Madagascar
- Peru
- Tây Ban Nha